# Templeton (Virginie)
Pour les articles homonymes, voir Templeton.
Templeton est une census-designated place située dans le comté de Prince George, dans l’État de Virginie, aux États-Unis. Lors du recensement de 2020, elle comptait 372 habitants.